# Rabiha Diab
Rabiha Diab (Dura al-Qar', 25 de diciembre de 1954 – abril de 2016) fue una política palestina y activista miembro de Fatah. Fue Ministra de Asuntos de la Mujer en el Gobierno de la Autoridad Palestina de mayo de 2009 y en los sucesivos gobiernos de 2013-2014.

## Trayectoria
Nació en Dura al-Qar', una localidad próxima a Ramala, el 25 de diciembre de 1954. Era miembro de Fatah, donde ocupó varios cargos. Fue detenida por primera vez por las autoridades israelíes cuando tenía 12 años, seguida de otras penas de prisión y arrestos domiciliarios. En 1999, tras 25 años de prisión y arrestos domiciliarios, se licenció en Sociología y Servicio Social en Belén, Palestina.
Era miembro de la dirección estudiantil universitaria palestina. Formó parte de la comisión fundadora del Club de Prisioneros Palestinos. Ocupó el cargo de presidenta de la Unión de Comités de Mujeres para el Trabajo Social, además de ser miembro del Consejo de los Comités Técnicos de Asuntos de la Mujer, de la Unión General de Mujeres Palestinas, de la Organización para la Liberación de Palestina, del Consejo Nacional Palestino y de Fatah-RC. También fue miembro del Gobierno del Consejo Legislativo Palestino y Subsecretaria Adjunta del Ministerio de Juventud y Deportes.
Entre 2009 y 2013, fue ministra de Asuntos de la Mujer de Palestina.